# Simon Duggan
Simon Duggan (* 13. Mai 1959 in Wellington) ist ein neuseeländischer Kameramann.

## Leben
Duggan gab sein Filmdebüt als Kameramann 1998 mit dem Film The Interview, unter anderem mit dem Schauspieler Hugo Weaving in der Hauptrolle. Zwei Jahre später wirkte an Risk mit. 2002 arbeitete mit dem Regisseur Alex Proyas bei dessen Film Garage Days zusammen. Diese Kooperation wiederholte sich zwei Jahre darauf bei dem Science-Fiction-Film I, Robot. Im Jahre 2006 war er der Kameramann für den Horrorfilm Underworld: Evolution. Der 2007 entstandene Actionfilm Stirb langsam 4.0 bedeutete hiernach die zweite Zusammenarbeit mit dem Regisseur Len Wiseman. 2008 wirkte Duggan an Die Mumie: Das Grabmal des Drachenkaisers. 2009 war er Kameramann bei Alex Proyas Knowing – Die Zukunft endet jetzt. Weitere Filme folgten, sein Schaffen umfasst mehr als 20 Produktionen.
1999, 2014 und 2017 wurde Duggan mit dem  FCCA Award des Film Critics Circle of Australia ausgezeichnet, 2014 und 2016 erhielt er je einen AACTA Award.

## Filmografie (Auswahl)
- 1998: Das Interview (The Interview)
- 2004: I, Robot
- 2007: Stirb langsam 4.0 (Live Free or Die Hard)
- 2008: Die Mumie: Das Grabmal des Drachenkaisers (The Mummy: Tomb of the Dragon Emperor)
- 2009: Knowing – Die Zukunft endet jetzt (Knowing)
- 2011: Killer Elite
- 2013: Der große Gatsby (The Great Gatsby)
- 2014: 300: Rise of an Empire
- 2016: Warcraft: The Beginning (Warcraft)
- 2016: Hacksaw Ridge – Die Entscheidung (Hacksaw Ridge)
- 2019: Isn’t It Romantic
- 2022: Verwünscht nochmal (Disenchanted)
- 2024: Furiosa: A Mad Max Saga
- 2024: The Exorcism
- 2024: Territory (Fernsehserie, 6 Episoden)